# ثورات الهوغونوتيون

تم تَحديد المناطق التي يسيطر ويتنازع عليها الهوغونوت باللون الأرجواني والأزرق على خريطة فرنسا الحديثة هذه.

ثورات الهوغونوتيون (تُعرف أيضًا بحروب روهان نسبةً إلى الزعيم الهوغونوتي هنري دي روهان)، سلسلة من الأحداث التي وقعت في الـ1620ـات، وثار فيها البروتستانت الكالفينيون الفرنسيون (الذين يُعرفون بالهوغونوتيين) ضد سلطة الملك. وقعت تلك الانتفاضة بعد عام من وفاة الملك هنري الرابع الذي كان يعتنق البروتستانتية بنفسه قبل أن يتجه للكاثوليكية، والذي وقع على مرسوم نانت الذي يحمي البروتستانت من الاضطهاد. تعصب خليفته، لويس الثالث عشر، للكاثوليكية ضد البروتستانت متأثرًا بأمه الإيطالية الكاثوليكية ماريا دي ميديتشي. حاول الهوغونوتيون الدفاع عن أنفسهم من خلال تأسيس هياكل سياسية وعسكرية مستقلة، وإقامة علاقات دبلوماسية مع القوى الأجنبية، والتمرد العلني على السلطة المركزية. وقعت ثورات الهوغونوتيون بعد عقدين من السلام الداخلي في ظل عهد الملك هنري الرابع، وذلك في أعقاب حروب فرنسا الدينية التي وقعت في الفترة 1562–1598. انتَهت الثَورات بَعدَ حِصار لاروشيل.

## ثورة الهوغونوتيون الأولى (1620–1622)
اشتعلت ثورة الهوغونوتيون الأولى بسبب إعادة إرساء حقوق الكاثوليك في إقليم بيارن البروتستانتي بأمر من الملك لويس الثالث عشر في عام 1617، وضم بيارن إلى فرنسا في عام 1620، إلى جانب احتلال بلدية بو في أكتوبر 1620. استُبدلت الحكومة البروتستانتية ببرلمان على الطراز الفرنسي لا يُسمح لأحد بالجلوس فيه إلا الكاثوليك.
اجتمع الهوغونوتيون في قلعة لا روشيل في 25 ديسمبر 1620، وقرروا أن يقاوموا التهديد الملكي بالقوة عن طريق تأسيس «دولة داخل دولة» بقيادة عسكرية منفصلة ونظام ضرائب منفصل تحت توجيه دوق روهان هنري الثالث الذي كان داعمًا للكفاح المسلح العلني ضد الملك. تجرأ الهوغونتيون في تلك الفترة على الملك بضراوة، وأبدوا نيتهم في تأسيس دولة مستقلة على طراز الجمهورية الهولندية. كتبت غازيتة ميركيور دي فرانس: «إذا شعر الناس بشيء يهدد حقوقهم وعقائدهم، فسوف يقلدون الهولنديين في مقاومتهم لإسبانيا، وسيقفون في طريق محاولات الملك لاضطهادهم».
في عام 1621، تحرك لويس الثالث ضد ما كان يعتبره تمردًا علنيًا على سلطته. حشد لويس جيشًا واتجه به إلى الجنوب، ونجح في الاستيلاء على مدينة سومور، وفي 24 يونيو 1621 نجح في محاصرة قلعة يوحنا المعمدان التي كان يحارب فيها بنجامين دي روهان، أخو هنري دي روهان. حاول عدد صغير من الجنود أن يحيطوا بمدينة لا روشيل تحت قيادة كونت سواسون، ولكن لويس الثالث عشر اتجه بجيشه جنوبًا إلى مونتوبان حيث أرهق جنوده الذين شاركوا في حصار مونتوبان.
بعد فترة من الركود، استمر الطرفان في القتال في عام 1622. حاصر جيش الملك قلعة نيغروبيليز ونحروا أهلها جميعهم وحرقوا المدينة بالكامل.
شن أسطول مدينة لا روشيل هجومًا على السفن والقواعد الملكية تحت قيادة جان غويتون. وفي النهاية واجه الأسطول الملكي أسطول لا روشيل وجهًا لوجه في معركة سانت مارتن دي ري البحرية في 27 أكتوبر 1622. لم ينتصر أي طرف من الطرفين انتصارًا حاسمًا في تلك المعركة.
أبرم الطرفان في النهاية معاهدة مونبيليه التي أوقفت جميع أعمال العدوان. احتفظ الهوغونتيون بقلعتي مونتابون ولا روشيل، ولكنهم اضطروا إلى التنازل عن قلعة مونبيليه.
شهد عام 1624 صعود الكاردينال ريشيليو إلى السلطة بصفته كبير الوزراء، ما أنذر بقدوم وقت عصيب على البروتستانت.